# Jurij Mildzichow
Jurij Walerjewicz Mildzichow (ros. Юрий Валерьевич Мильдзихов; ur. 15 czerwca 1968 we Władykaukazie, zm. 25 lutego 2008) – rosyjski zapaśnik sumo i zapaśnik w stylu wolnym; z pochodzenia Osetyjczyk. Zasłużony Mistrz Sportu Federacji Rosyjskiej. Olimpijczyk z Aten 2004, gdzie w barwach Kirgistanu zajął szesnaste miejsce w kategorii do 120 kg.

## Bubliografia
- Jurij Mildzichow na stronie Foeldeak.com (ang.)
- Profil na stronie Sports-reference.com. sports-reference.com. [zarchiwizowane z tego adresu (2011-09-14)]. (ang.)
- Biografia (ros.)